# Dolenji Podšumberk
Dolenji Podšumberk je naselje v občini Trebnje.
Dolenji Podšumberk je gručasto naselje na obdobno poplavljenem kraškem polju ob vznožju strmega Šumberka (539 m). Na jugu so njive Brezni vrh, na severovzhodu Dolge njive, na severu V žlebu in na jugozahodu Pungrt, obdajajo pa jih obsežni gozdovi.